# North American Soccer League 2016
Il North American Soccer League 2016 (6º campionato della NASL e 49° della seconda lega nazionale) vede al via 12 squadre di cui 9 confermate dalla stagione precedente (Carolina RailHawks, Fort Lauderdale Strikers, Minnesota Stars FC, FC Edmonton, Tampa Bay Rowdies , New York Cosmos, Ottawa Fury, Indy Eleven e Jacksonville Armada). Nuovi arrivati sono I Puerto Rico FC, il Miami FC e il Rayo OKC.
I tre nuovi ingressi compensano l'addio dei San Antonio Scorpions e degli Atlanta Silverbacks..

## Formula
Il formato del campionato viene confermato rispetto alla stagione precedente: confermata la divisione in due stagioni distinte (primavera ed autunno),con il primo di sola andata e l'autunno con andata e ritorno. Confermato anche il sistema dei play-off: verrà disputato dai vincitori delle due stagioni e dalle due migliori squadre della classifica complessiva della stagione regolare. Il Puerto Rico FC partecipa solo alla Fall Championship.

## Partecipanti
| Club                    | Città           | Stato             | Stadio                             | Capacità |
| ----------------------- | --------------- | ----------------- | ---------------------------------- | -------- |
| Carolina RailHawks      | Cary            | Carolina del Nord | WakeMed Soccer Park                | 10.000   |
| FC Edmonton             | Edmonton        | Alberta (Canada)  | Clarke Stadium                     | 5.000    |
| Ft. Lauderdale Strikers | Fort Lauderdale | Florida           | Lockhart Stadium                   | 20.450   |
| Indy Eleven             | Indianapolis    | Indiana           | Michael Carroll Stadium            | 12.100   |
| Jacksonville Armada     | Jacksonville    | Florida           | Baseball Grounds                   | 11.000   |
| Miami FC                | Miami           | Florida           | FIU Stadium                        | 20.000   |
| Minnesota Utd           | Blaine          | Minnesota         | National Sports Center             | 12.000   |
| N.Y. Cosmos             | New York        | New York          | J.Shuart Stadium (Hempstead)       | 11.929   |
| Ottawa Fury             | Ottawa          | Ontario (Canada)  | TD Place Stadium                   | 24.000   |
| Puerto Rico             | Bayamón         | Porto Rico        | Estadio Juan Ramón Loubriel        | 22.000   |
| Rayo OKC                | Oklahoma City   | Oklahoma          | Miller Stadium                     | 6.000    |
| Tampa Bay Rowdies       | Tampa           | Florida           | Al Lang Stadium (Saint Petersburg) | 7.227    |

## Classifiche
- Spring Championship

| Pos | Squadra                 | PT            | PG            | V             | N             | P             | GF            | GS            |
| --- | ----------------------- | ------------- | ------------- | ------------- | ------------- | ------------- | ------------- | ------------- |
| 1   | Indy Eleven             | 18            | 10            | 4             | 6             | 0             | 15            | 8             |
| 2   | N.Y. Cosmos             | 18            | 10            | 6             | 0             | 4             | 15            | 8             |
| 3   | FC Edmonton             | 17            | 10            | 5             | 2             | 3             | 9             | 7             |
| 4   | Minnesota Utd           | 16            | 10            | 5             | 1             | 4             | 16            | 12            |
| 5   | Tampa Bay Rowdies       | 16            | 10            | 4             | 4             | 2             | 11            | 9             |
| 6   | Ft. Lauderdale Strikers | 15            | 10            | 4             | 3             | 3             | 12            | 12            |
| 7   | Carolina RailHawks      | 12            | 10            | 4             | 2             | 4             | 11            | 13            |
| 8   | Rayo OKC                | 12            | 10            | 3             | 3             | 4             | 11            | 12            |
| 9   | Ottawa Fury             | 9             | 10            | 2             | 3             | 5             | 9             | 14            |
| 10  | Jacksonville Armada     | 7             | 10            | 1             | 4             | 5             | 5             | 11            |
| 11  | Miami FC                | 7             | 10            | 1             | 4             | 5             | 7             | 15            |
| -   | Puerto Rico             | non partecipa | non partecipa | non partecipa | non partecipa | non partecipa | non partecipa | non partecipa |

- Fall Championship[5]

| Pos | Squadra                 | PT | PG | V  | N | P  | GF | GS |
| --- | ----------------------- | -- | -- | -- | - | -- | -- | -- |
| 1   | N.Y. Cosmos             | 44 | 22 | 14 | 5 | 3  | 44 | 21 |
| 2   | Indy Eleven             | 37 | 22 | 11 | 4 | 7  | 36 | 25 |
| 3   | FC Edmonton             | 36 | 22 | 10 | 6 | 6  | 16 | 14 |
| 4   | Rayo OKC                | 35 | 22 | 9  | 8 | 5  | 28 | 21 |
| 5   | Miami FC                | 33 | 22 | 9  | 6 | 7  | 31 | 27 |
| 6   | Carolina RailHawks      | 26 | 22 | 7  | 5 | 10 | 25 | 35 |
| 7   | Minnesota Utd           | 25 | 22 | 6  | 7 | 9  | 22 | 22 |
| 8   | Tampa Bay Rowdies       | 23 | 22 | 5  | 8 | 8  | 22 | 23 |
| 9   | Ft. Lauderdale Strikers | 23 | 22 | 6  | 5 | 10 | 21 | 21 |
| 10  | Ottawa Fury             | 22 | 22 | 5  | 7 | 9  | 17 | 25 |
| 11  | Puerto Rico             | 20 | 22 | 4  | 9 | 8  | 17 | 30 |
| 12  | Jacksonville Armada     | 20 | 22 | 4  | 8 | 9  | 22 | 33 |

### Classifica generale
| Pos | Squadra                 | PT | PG | V  | N  | P  | GF | GS |
| --- | ----------------------- | -- | -- | -- | -- | -- | -- | -- |
| 1   | N.Y. Cosmos             | 65 | 32 | 20 | 5  | 7  | 59 | 29 |
| 2   | Indy Eleven             | 55 | 32 | 15 | 10 | 7  | 51 | 33 |
| 3   | FC Edmonton             | 53 | 32 | 15 | 8  | 9  | 25 | 21 |
| 4   | Rayo OKC                | 47 | 32 | 12 | 11 | 9  | 39 | 33 |
| 5   | Minnesota Utd           | 41 | 32 | 11 | 8  | 13 | 41 | 37 |
| 6   | Ft. Lauderdale Strikers | 41 | 32 | 11 | 8  | 13 | 31 | 40 |
| 7   | Miami FC                | 40 | 32 | 10 | 12 | 10 | 38 | 42 |
| 8   | Carolina RailHawks      | 40 | 32 | 11 | 7  | 14 | 36 | 48 |
| 9   | Tampa Bay Rowdies       | 39 | 32 | 9  | 12 | 11 | 40 | 41 |
| 10  | Ottawa Fury             | 31 | 32 | 7  | 10 | 15 | 32 | 40 |
| 11  | Jacksonville Armada     | 30 | 32 | 6  | 12 | 14 | 30 | 46 |
| 12  | Puerto Rico             | 24 | 22 | 5  | 9  | 8  | 19 | 31 |

## Play-off
|  | Semifinali  | Semifinali  | Semifinali  |             |             | Finale      | Finale | Finale |  |
|  |             |             |             |             |             |             |        |        |  |
|  | N.Y. Cosmos | N.Y. Cosmos | 2           |             |             |             |        |        |  |
|  | N.Y. Cosmos | N.Y. Cosmos | 2           |             |             |             |        |        |  |
|  | Rayo OKC    | Rayo OKC    | 1           |             |             |             |        |        |  |
|  | Rayo OKC    | Rayo OKC    | 1           |             | N.Y. Cosmos | N.Y. Cosmos | 0(4)   |        |  |
|  |             |             |             |             | N.Y. Cosmos | N.Y. Cosmos | 0(4)   |        |  |
|  |             |             | Indy Eleven | Indy Eleven | 0(2)        |             |        |        |  |
|  | Indy Eleven | Indy Eleven | Indy Eleven | Indy Eleven | 0(2)        | 1           |        |        |  |
|  | Indy Eleven | Indy Eleven |             |             |             |             |        |        |  |
|  | FC Edmonton | FC Edmonton | 0           |             |             |             |        |        |  |

### Semifinali
| Arbitro: | Sorin Stoica |

|                  |           |  |
| Ubiparipović 63’ | Marcatori |  |

| Arbitro: | Jose Carlos Rivero |

|                       |           |           |
| Arango 73’ Orozco 90’ | Marcatori | 37’ Danso |

### Soccer Bowl
| Arbitro: | Allen Chapman |

|                               |                      |                              |
| Arrieta Moffat Garcia Richter | Tiri di rigore 4 – 2 | Paterson Zayed Busch Vuković |

## Classifica Marcatori
Somma delle due fasi
| Gol |  |  | Giocatore         | Squadra                  |
| --- |  |  | ----------------- | ------------------------ |
| 18  |  |  | Christian Ramirez | Minnesota United         |
| 15  |  |  | Éamon Zayed       | Indy Eleven              |
| 15  |  |  | Juan Arango       | New York Cosmos          |
| 14  |  |  | Michel            | Rayo OKC                 |
| 11  |  |  | Georgi Hristov    | Tampa Bay Rowdies        |
| 9   |  |  | Darío Cvitanich   | Miami FC                 |
| 9   |  |  | Joe Cole          | Tampa Bay Rowdies        |
| 8   |  |  | Adam Moffat       | New York Cosmos          |
| 8   |  |  | Justin Braun      | Indy Eleven              |
| 7   |  |  | Héctor Ramos      | Puerto Rico              |
| 7   |  |  | Carl Haworth      | Ottawa Fury              |
| 7   |  |  | Maicon Santos     | Fort Lauderdale Strikers |